# Anne Weber

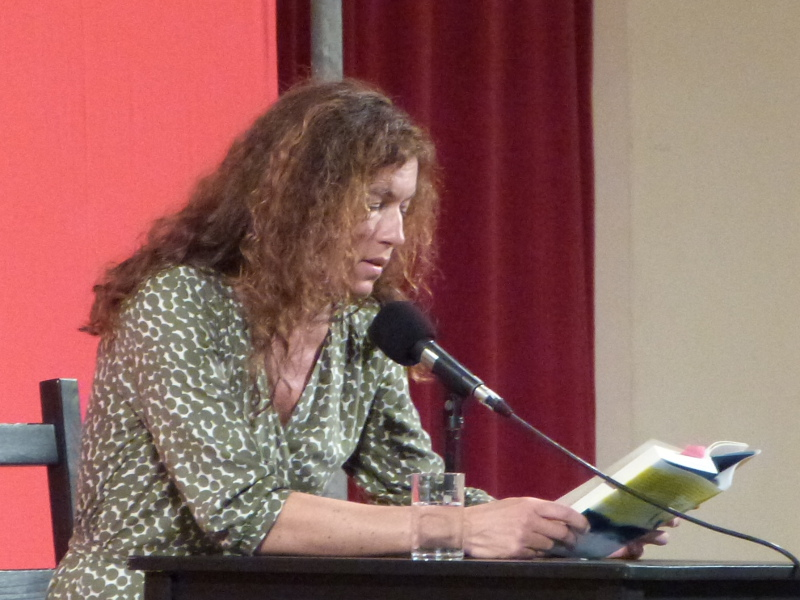

Anne Weber (Offenbach am Main, 13 de noviembre de 1964) escritora y traductora alemana residente en París desde 1983 donde ha trabajado para varias editoriales.

## Trayectoria
Nacida en Offenbach am Main, en 1964, Anne Weber reside en París desde 1963, y es considerada una escritora franco-alemana.
Anne Weber editó en francés su primer libro, que ella misma tradujo al alemán (Ida invente la poudre / Ida erfindet das Schießpulver). Desde entonces, Weber publica en ambos idiomas sus obras de forma casi simultánea en Francia y Alemania, con sus propias versiones al alemán.  
Por otra parte, ha traducido a la lengua alemana a Marguerite Duras, Georges Perros, Pierre Michon y Éric Chevillard; y al francés a Wilhelm Genazino o a Peter Handke, entre dos docenas de libros.
Destaca recientemente su trabajo sobre la memoria alemana, muy personal y dolorosa, en Vaterland (2015); incluye en su relato el campo de concentración de Kleinmachnow, la vida conservadora de su padre, los recuerdos de G. Hauptmann, Schopenhauer, Hugo von Hofmannsthal y Walter Benjamin.

## Premios
- Ingeborg-Bachmann-Preis, 2005, tercer premio.[5] Recibió el premio europeo de traducción, Europäischer Übersetzerpreis, por su traducción de Pierre Michon.[6]
- Premio Alemán del Libro 2020  por su novela Annette, ein Heldinnenepos (Annette, una epopeya).[7]

## Obra en francés
- Ida invente la poudre. París, Le Seuil,  1998.
- Première personne. París, Le Seuil,  2001.
- Cerbère. París, Le Seuil,  2003.
- Cendres & metaux. París, Le Seuil,  2006.
- Chers oiseaux. París, Le Seuil,  2006.
- Tous mes vœux : roman. Arlés, Actes sud, 2010.
- Auguste : tragédie bourgeoise pour marionnettes. París, Le Bruit du temps 2010.
- Vallée des merveilles, Seuil, 2012.
- Vaterland, Seuil, 2015
- Annette, une épopée, 2020

## Obra en alemán
- Ida erfindet das Schießpulver, Fráncfort del Meno, 1999.
- Im Anfang war …, Fráncfort del Meno, 2000.
- Erste Person, Fráncfort del Meno, 2002.
- Besuch bei Zerberus, Fráncfort del Meno, Suhrkamp 2004.
- Gold im Mund, Fráncfort del Meno, 2005.
- Luft und Liebe, Fráncfort del Meno, Fischer, 2010.
- August. Ein bürgerliches Puppentrauerspiel, Fráncfort del Meno, Fischer, 2011.
- Ahnen. Ein Zeitreisetagebuch, Fráncfort del Meno, Fischer, 2015
- Annette, ein Heldinnenepos, 2020